# Station Cibungur
Cibungur is een spoorwegstation in noordelijke deel van Purwakarta in de Indonesische provincie West-Java.

## Bestemmingen
- Patas Purwakarta: naar Station Purwakarta en Station Jakarta Kota